# Hypselonotus lineatus
Hypselonotus lineatus är en insektsart som beskrevs av Carl Stål 1862. Hypselonotus lineatus ingår i släktet Hypselonotus och familjen bredkantskinnbaggar. Inga underarter finns listade i Catalogue of Life.